# Бен (Горњопровансалски Алпи)
Бен (фр. Beynes) је насељено место у Француској у региону Прованса-Алпи-Азурна обала, у департману Горњопровансалски Алпи.
По подацима из 2011. године у општини је живело 124 становника, а густина насељености је износила 3,01 становника/km².

## Демографија
| 1962. | 1968. | 1975. | 1982. | 1990. | 2011. |
| ----- | ----- | ----- | ----- | ----- | ----- |
| 63    | 51    | 54    | 75    | 93    | 124   |